# Intrépide (Schiff, 1865)
Die Intrépide war ein Linienschiff (Dreidecker) der Algésiras-Klasse der französischen Marine, das von 1865 bis 1914 in Dienst stand.

## Bau
Das Schiff wurde am 2. September 1853 im Marinearsenal von Rochefort auf Kiel gelegt. Der Stapellauf erfolgte am 17. September 1864 und die Indienststellung 9. Mai 1865. Zur Zeit ihrer Fertigstellung war die ursprünglich als reines Segelschiff konzipierte Intrépide bereits technisch veraltet und musste schon vor dem Stapellauf modernisiert werden, indem man das Schiff nachträglich mit einem Dampfantrieb ausgestattet hat.

## Geschichte
In den Jahren 1866 und 1867 war die Intrépide bei Rückführung des Französischen Expeditionskorps aus Mexiko im Einsatz. Am 16. Juli 1881 war das Schiff an der Eroberung von Sfax beteiligt. 1887 wurde die Intrépide aus dem aktiven Dienst zurückgezogen und in Reserve gestellt.
1890 wurde das Schiff nach Jean-Charles de Borda in Borda umbenannt und diente bis 1914 der École navale als Schulschiff. 1921 wurde das Schiff in Cherbourg abgewrackt.